# 比斯峰
比斯峰（德語：Bishorn）是瑞士的山峰，位於該國南部，由瓦萊州負責管轄，屬於本寧阿爾卑斯山脈的一部分，海拔高度4,153米，人類在1884年8月18日首次登上該山峰。

## 圖片
- 比斯峰（左）與圖爾特曼冰河（英语：Turtmann Glacier）（右）
- 比斯峰與魏斯峰（右）